# Acacia feddeana
Acacia feddeana é uma espécie de leguminosa do gênero Acacia, pertencente à família Fabaceae.